# Yan McLine
Yan McLine ukr. Ян Маклайн (ur. 3 marca 1965 w Tarnopolu) – artysta fotograf skupiony na fotografii aktu kobiecego. Autor publikacji w magazynach modowych, life stylowych na całym świecie. W 2010 roku zdobył rosyjską narodową nagrodę fotograficzną „Najlepszy fotograf 2009”. Brał udział w wielu europejskich wystawach fotograficznych. Od 2010 roku aktywnie prowadzi działalność edukacyjną i wycieczki fotograficzne.

## Publikacje
- 2009 – FOTOMODEL
- 2008/2009 – KULTPROSVET
- 2008/2009 – LЮMON
- 2009 – Fine Art Photo
- 2009/2010 – hecho a mano
- 2009 – FOTOMAGAZIN (Rumunia)
- 2009 – Graphic union PORTFOLIO
- 2009 – Portfolio, Rosja
- 10/2009 – TATTOO Master, Rosja
- 10/2009 – DPWORLD, Chiny
- 02-03/2010 – Журнал Пугачевъ, Rosja
- 04/2010 – 2beMAG, Belgia
- 2010 – FHM Niemcy
- 2010 – W4B USA
- 12/2012 – Журнал Ф, Rosja
- 2013 – iFamous. Rosja
- 2014 – Shaker magazine
- 2014 – SLEAZE FIEND MAGAZINE
- 2014 – VOLO, USA
- 09/2014 – FASHION MAGAZINE, Ghana
- 11/2014 – 10 TEN magazine, USA
- 11/2014 – vimagazine, Włochy
- 02/2015 – CITY LIFE, Ukraina
- 03-04/2015 – CITY LIFE, Ukraina
- 08-09/2015 – CITY LIFE, Ukraina
- 2015 – JUST ONE art magazine, Ukraina
- 11/2015 – MAJESTY of photo, Włochy
- 11/2015 – LA +PLUS BELLE, Francja
- 2016 – Mancave Playbabes Magazine, USA
- 06/2016 – BLUR Magazine, USA
- 09/2016 – DAVmag, Austria
- 11/2016 – DAVmag, Austria
- 01/2017 – DAVmag, Austria
- 03/2017 – DAVmag, Austria
- 05/2017 – DAVmag, Austria

## Wystawy
- 2009 – Wystawa fotografii Aktu, Paryż
- 2010 – Pierwszy otwarty krajowy konkurs fotograficzny / wystawa fotograficzna „Best Photographer 09"
- 2012 – Wystawa fotografii retro: elegancja i erotyka, St. Petersburg
- 2013 – Wystawa „Captive Beauty”, Moskwa i St. Petersburg
- 2013 – Wystawa „Secret Dreams”, St. Petersburg
- 2014 – Wystawa „DZIEWCZYNA Z OKŁADKI”, Tarnopol
- 2015 – Mirame y se color
- 2018 – „Styl retro: kobiecość i seksualność”, St. Petersburg

## Nagrody
- 2010 – Pierwszy otwarty krajowy konkurs fotograficzny / wystawa fotograficzna „Best Photographer 09" Pierwsze miejsce w Kategorii New Professional
- 2009 – International Photo Contest “L’esprit Photo 2009” – Kobiecy portret i nagość – zwycięzca (Francja)
- 2009 – MEDNARODNI SALON FOTOGRAFIJE “Bor 2009” – Nude – zwycięzca (Słowenia)